# Xixuthrus bufo
Xixuthrus bufo es una especie de escarabajo longicornio del género Xixuthrus, categorizada en la tribu Macrotomini, de la subfamilia Prioninae. Fue descrita por Thomson en 1878.

## Descripción
Mide 50-70 mm de longitud.

## Distribución
Se distribuye por Indonesia, Papúa Nueva Guinea y Filipinas.